# Kalkbuchenwälder,Kalkhalbtrockenrasen und-felsen südl. Finnentrop
Kalkbuchenwälder,Kalkhalbtrockenrasen und-felsen südl. Finnentrop este o arie protejată (arie specială de conservare — SAC, sit de importanță comunitară — SCI) din Germania întinsă pe o suprafață de 219,7 ha, integral pe uscat.

## Localizare
Centrul sitului Kalkbuchenwälder,Kalkhalbtrockenrasen und-felsen südl. Finnentrop este situat la coordonatele 51°09′25″N 8°02′09″E / 51.1569°N 8.0358°E.

## Înființare
Situl Kalkbuchenwälder,Kalkhalbtrockenrasen und-felsen südl. Finnentrop a fost declarat sit de importanță comunitară în martie 2001 pentru a proteja un număr necunoscut de specii din flora spontană și fauna sălbatică aflate în arealul zonei. Situl a fost protejat și ca arie specială de conservare în noiembrie 2006.

## Biodiversitate
Situată în ecoregiunea continentală, aria protejată conține 10 habitate naturale: Formațiuni de Juniperus communis pe lande sau pajiști calcaroase, Pajiști carstice calcaroase sau bazofile, de Alysso-Sedion albi, Pajiști uscate seminaturale și facies de acoperire cu tufișuri pe substraturi calcaroase (Festuco-Brometalia) (* situri importante pentru orhidee), Pante stâncoase calcaroase cu vegetație casmofită, Peșteri inaccesibile publicului, Păduri de fag Luzulo-Fagetum, Păduri de fag Asperulo-Fagetum, Păduri de fag din Europa Centrală dezvoltate pe sol calcaros cu Cephalanthero-Fagion, Păduri de stejar și carpen Galio-Carpinetum, Păduri pe pante, grohotișuri și ravene de Tilio-Acerion.
La baza desemnării sitului se află un număr nedeclarat de specii protejate.
Pe lângă speciile protejate, pe teritoriul sitului au mai fost identificate 7 specii de plante, 1 specie de reptile.